# Tamariz de Campos
Tamariz de Campos község Spanyolországban, Valladolid tartományban. Tamariz de Campos Belmonte de Campos, Villanueva de San Mancio, Medina de Rioseco, Moral de la Reina, Cuenca de Campos, Villabaruz de Campos és Castil de Vela községekkel határos. Lakosainak száma 84 fő (2024).

## Népesség
A település népessége az utóbbi években az alábbiak szerint változott:
| Lakosok száma | 108  | 100  | 106  | 97   | 75   | 69   | 57   | 80   | 88   | 84   |
|               | 2001 | 2004 | 2007 | 2009 | 2012 | 2014 | 2017 | 2019 | 2022 | 2024 |